# شکارچی (فیلم ۲۰۰۹)
شکارچی (به تامیلی: Vettaikaaran) فیلمی محصول سال ۲۰۰۹ و به کارگردانی بی. بابوسیوان است. در این فیلم بازیگرانی همچون ویجای، آنوشکا شتی، سریهاری، سلیم غوس، سایاجی شینده، پی. راوی شانکار، لاکشمی، سایاجی شینده، سوکوماری و کوچین هانیفا ایفای نقش کرده‌اند.